# Canthidium viridiobscurum
Canthidium viridiobscurum är en skalbaggsart som beskrevs av Antoine Boucomont 1928. Canthidium viridiobscurum ingår i släktet Canthidium och familjen bladhorningar. Inga underarter finns listade.